# Armeński Rejon Narodowy
Armeński Rejon Narodowy (ros. Армянский национальный район, orm. Հայկական ազգային շրջան) – autonomiczna ormiańska jednostka administracyjna ZSRR utworzona 10 marca 1925 r. Wchodziła w skład kolejno: Kraju Północnokaukaskiego, Kraju Azowsko-Czarnomorskiego (od 10 stycznia 1934 r.) i Kraju Krasnodarskiego (od 13 września 1937 r.) Rosyjskiej FSRR.

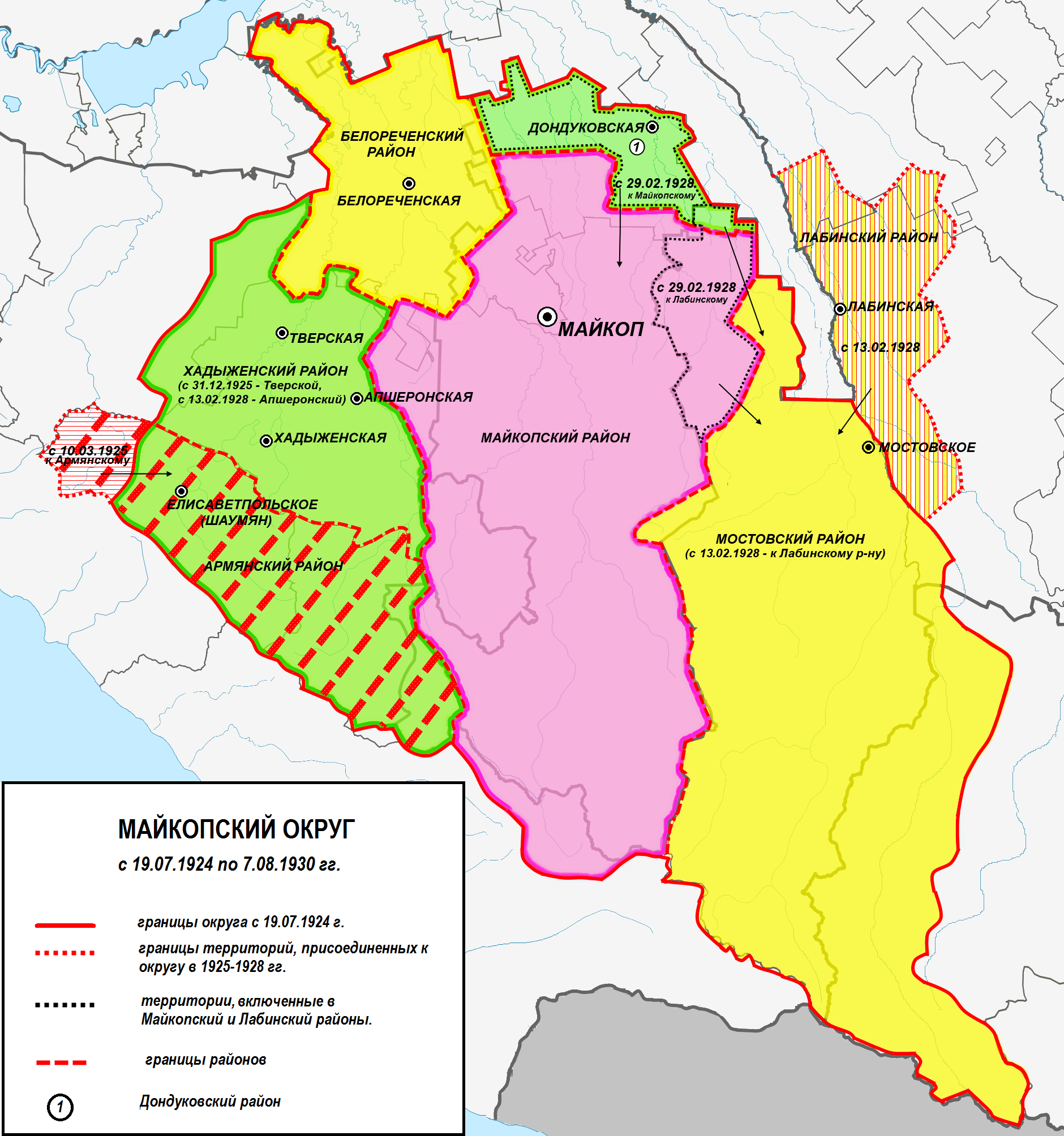
Armeński Rejon Narodowy (wypełnienie liniami przerywanymi) w ramach okręgu majkopskiego (1924-1930).

Stolicą było Jelizawietpolskoje, w 1936 r. przemianowane na Szaumian na cześć Stepana Szaumiana. W 1934 roku rejon narodowy dzielił się na 8 sielsowietów. Został zlikwidowany 22 września 1953 roku.
Armeński Rejon Narodowy znajdował się na terytorium współczesnych Kraju Krasnodarskiego oraz, w niewielkiej części, Republiki Adygei.

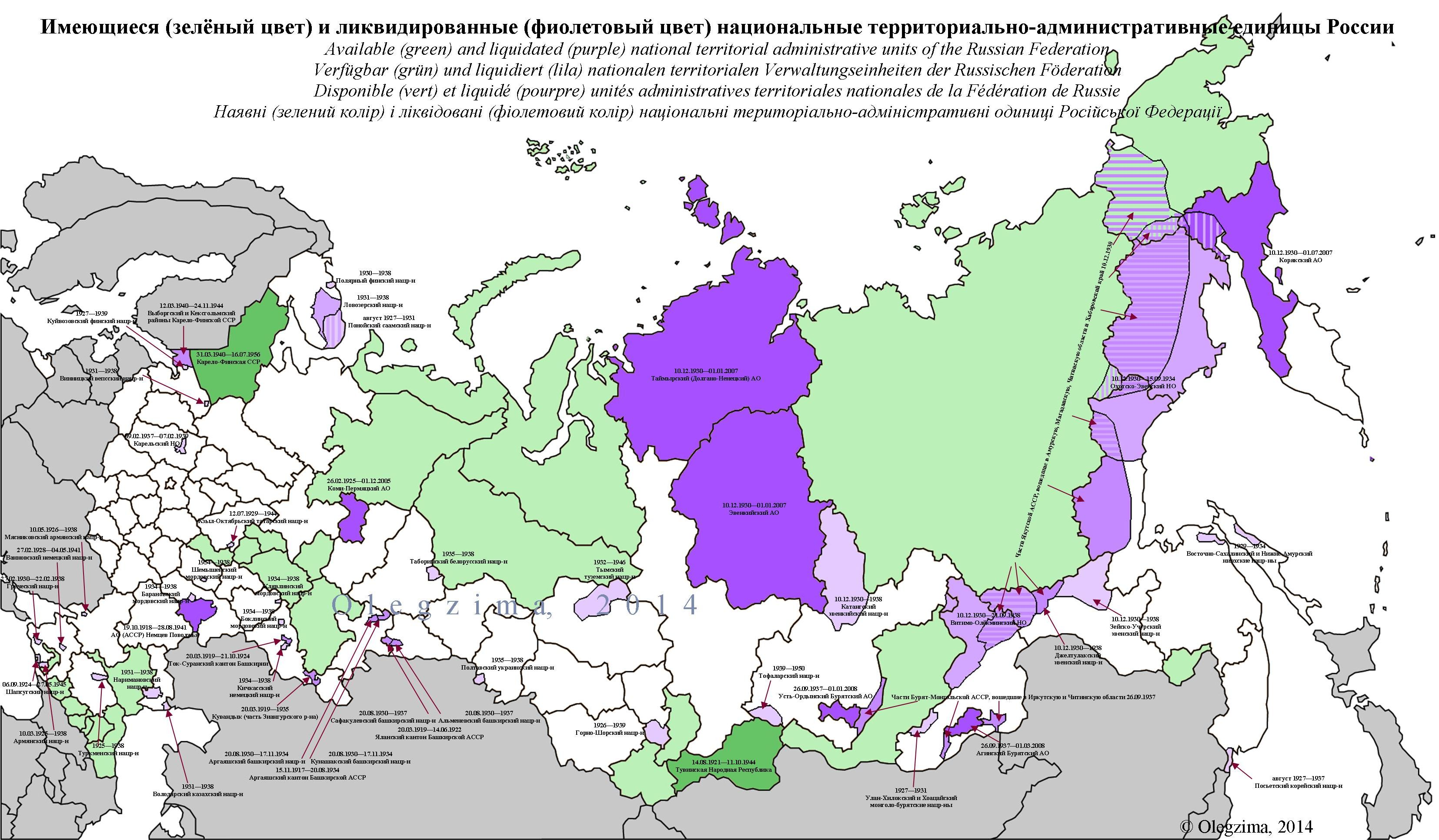
Mapa zlikwidowanych narodowych autonomii Rosji z zaznaczonym Armeńskim Rejonem Narodowym w zachodniej części.